# Gräberfeld von Vereide

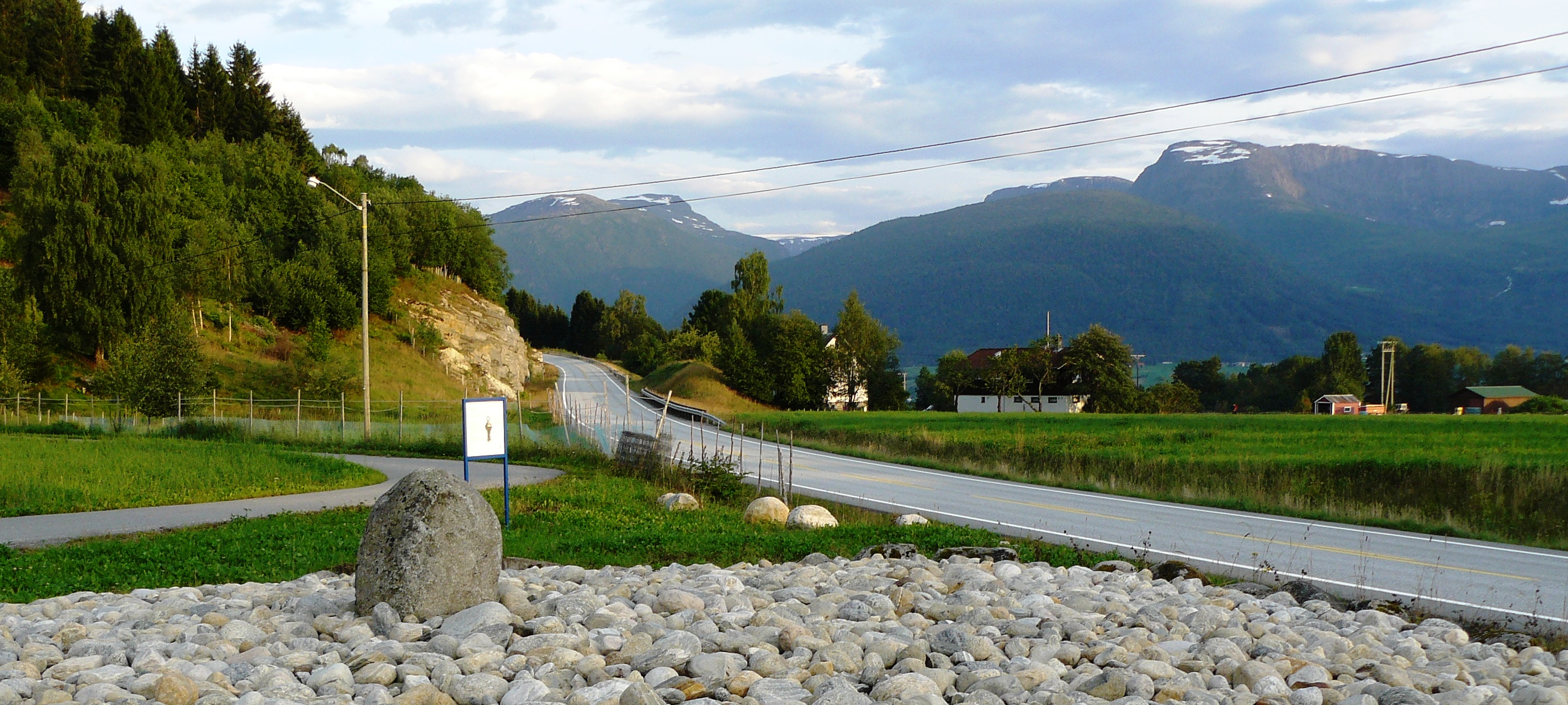
Gräberfeld von Vereide

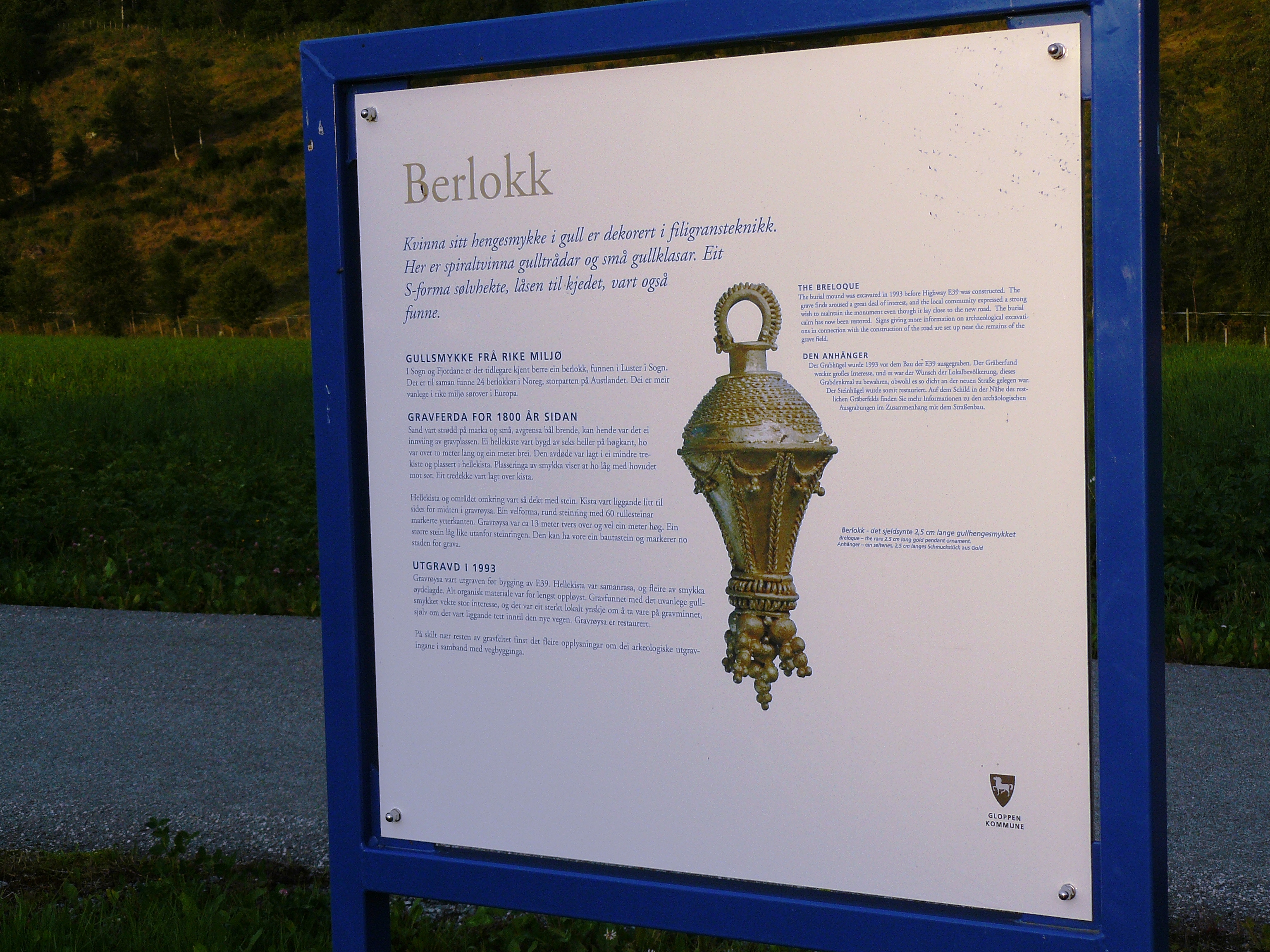
Vereide Hinweistafel

Das Gräberfeld von Vereide liegt in der Kommune Gloppen in Vestland in Norwegen. Auf dem Gräberfeld wurden fast 200 Grabhügel registriert, die von der späten Bronze- bis zur Eisenzeit entstanden. Nur wenige Plätze im Lande haben eine gleich hohe Konzentration an Grabhügeln wie die Nordseite des Gloppefjord. Das Hügelgräberfeld wurde eingezäunt und ist Weideland.
Beim Bau der Autobahn E39 von Sandane nach Anda wurden zwischen 1990 und 1995 Ausgrabungen vorgenommen. In zwei Fällen wurden unter den Hügeln bootförmige Steinkisten und konzentrische Steinkreiseinbauten gefunden. Die Grabhügel liegen in der Nähe des ehemaligen Pfarrhauses auf der großen Terrasse oberhalb der Kirche.
Das Hügelgräberfeld enthält heute 12 runde Steinhügel. Sechs sind große mit Durchmessern zwischen 20 und 25 Metern und zwei bis drei Metern Höhe. Drei sind mittelgroß mit Durchmessern zwischen 10 und 15 Meter und ein bis zwei Metern Höhe. Drei sind klein, etwa fünf Meter Durchmesser und 0,5 m Höhe. Die größten Grabhügel scheinen ungestört zu sein.
Auf dem Gräberfeld steht ein Bautastein. Er ist etwa 2,5 Meter hoch, 30 cm breit und 20 cm dick und hat fast einen quadratischen Querschnitt. Die Oberfläche ist rau und scharfkantig.